# پچلارووو (استان دوبریچ)
پچلارووو (به بلغاری: Pchelarovo) یک منطقهٔ مسکونی در بلغارستان است که در شهرستان جنرال توشوو واقع شده‌است.